# Soyons unis, devenons frères
Soyons unis, devenons frères (Vamos a unirnos, vamos a ser hermanos) es el himno oficial reconocido de Nueva Caledonia.
No es, sin embargo, el himno nacional. Nueva Caledonia es una colectividad especial de Francia, y se mantiene bajo la soberanía de la República Francesa. Su himno nacional es el himno nacional de Francia, La Marseillaise.
Durante cualquier acto oficial o un evento deportivo, La Marseillaise se lleva a cabo en primer lugar, seguido de Soyons unis, devenons frères.

## Letra
1.ª copla 

O terre sacrée de nos ancêtres,

Lumière éclairant nos vies,

Tu les invites à nous transmettre

Leurs rêves, leurs espoirs, leurs envies.

A l’abri des pins colonnaires,

A l’ombre des flamboyants,

Dans les vallées de tes rivières,

Leur coeur toujours est présent.
Coro

Hnoresaluso ke’j onome

Ha deko ikuja ne enetho

Hue netitonelo kebo kaagu

Ri nodedrane

Soyons unis, devenons frères,

Plus de violence ni de guerre.

Marchons confiants et solidaires,

Pour notre pays.
2.ª copla

Terre de parole et de partage

Tu proposes à l’étranger,

Dans la tribu ou le village,

Un endroit pour se reposer.

Tu veux loger la tolérance,

L’équité et le respect,

Au creux de tes bras immenses,

O Terre de liberté.
[Coro]
3.ª copla

O terre aux multiples visages,

Nord, Sud, Iles loyauté,

Tes trois provinces sont l’image

De ta grande diversité.

Nous tes enfants, tu nous rassembles,

Tempérant nos souvenirs.

D’une seule voix, chantons ensemble:

Terre, tu es notre avenir.
[Coro]